# Комната Эймса

Схема истинной и кажущейся позиции человека в комнате с Эймса, и форма этой комнаты

Комната Эймса — помещение неправильной формы, используемое для создания трёхмерной оптической иллюзии. Была спроектирована американским офтальмологом Альбертом Эймсом в 1946 году.
Комната Эймса построена так, что спереди она выглядит как обычная комната кубической формы с задней стенкой и двумя боковыми стенами, параллельными друг другу и перпендикулярными к горизонтальным плоскостям пола и потолка. Однако истинная форма комнаты трапециевидная: стены наклонены, потолок и пол также находятся под наклоном, а правый угол находится гораздо ближе к зашедшему в комнату наблюдателю, чем левый, или наоборот.
В результате оптической иллюзии человек, стоящий в одном углу, кажется наблюдателю гигантом, в то время как человек, стоящий в другом углу, кажется карликом. Иллюзия настолько убедительна, что человек, идущий вперёд и назад от левого угла в правый угол, «растёт» или «уменьшается» на глазах.
Исследования показали, что иллюзия может быть создана без использования стен и потолка, — для её создания достаточно видимого горизонта (который в действительности не является горизонтальным) против соответствующего фона, а также чтобы взгляд наблюдателя падал на объект, чья высота превышает высоту этого горизонта.
Принцип комнаты Эймса широко используется в кино и на телевидении для создания спецэффектов, когда человека на самом деле нормального роста необходимо показать в качестве гиганта или карлика по сравнению с другими.